# Metaphorura affinis
Metaphorura affinis är en urinsektsart som först beskrevs av Börner 1903.  Metaphorura affinis ingår i släktet Metaphorura, och familjen blekhoppstjärtar. Arten är reproducerande i Sverige.